# Йокум (округ)
Округ Йокум (англ. Yoakum County) расположен в США, штате Техас. По состоянию на 2000 год, численность населения составляла 7322 человек. По оценке бюро переписи населения США в 2008 году количество жителей округа выросло до 7572 человек. Окружным центром является город Плейнс (англ. Plains). Округ был основан в 1876 году. Он был назван в честь Хендерсона Кинга Йокума (1810—1856), солдата, прокурора и техасского историка.

## География
По данным бюро переписи населения США площадь округа Йокум составляет 800 км², из которых 800 км² суша, а 0 км² водная поверхность (0,01 %).

### Основные шоссе
- Шоссе 82
- Шоссе 380
- Автомагистраль 214

### Соседние округа
- Округ Кокран (север)
- Округ Терри (восток)
- Округ Гейнс (юг)
- Округ Ли, Нью-Мексико (запад)